# Montescardia tessulatellus
Montescardia tessulatella là một loài bướm đêm thuộc họ Tineidae. Nó được tìm thấy ở hầu hết châu Âu, except bán đảo Iberia, the Benelux, Britain, Ireland, the Balkan và Hy Lạp.
Sải cánh dài 20–28 mm.

## Hình ảnh

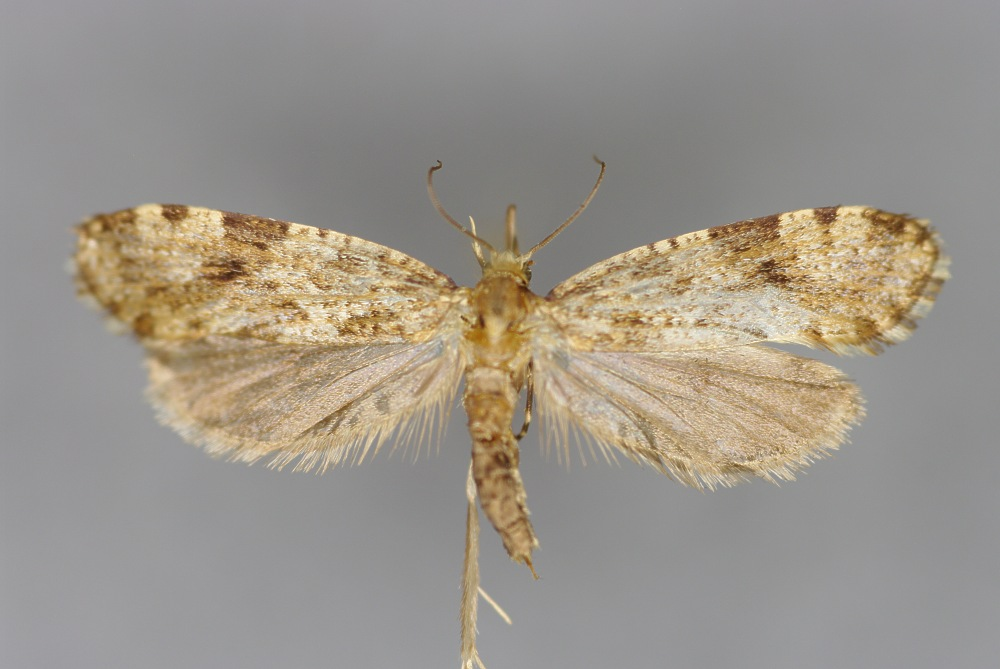